# Сарнув (Поддембицький повіт)
Сарнув (пол. Sarnów) — село в Польщі, у гміні Далікув Поддембицького повіту Лодзинського воєводства.
Населення — 189 осіб (2011).
У 1975-1998 роках село належало до Серадзького воєводства.

## Демографія
Демографічна структура станом на 31 березня 2011 року:
|          | Загалом | Допрацездатний вік | Працездатний вік | Постпрацездатний вік |
| -------- | ------- | ------------------ | ---------------- | -------------------- |
| Чоловіки | 94      | 24                 | 61               | 9                    |
| Жінки    | 95      | 19                 | 47               | 29                   |
| Разом    | 189     | 43                 | 108              | 38                   |